# 保坂武孝
保坂 武孝（ほさか たけのり、1938年1月2日 - ）は、日本の経営者。福岡放送社長を務めた。

## 経歴
山梨県出身。1961年に東京大学法学部を卒業し、日本テレビ放送網に入社。1996年6月には福岡放送常務に就任。1997年9月には社長に昇格。1999年6月に取締役相談役に就任。